# État-major général des forces armées de la république du Vietnam
L'état-major général des forces armées de la république du Vietnam (en vietnamien: Bộ Tổng tham mưu Quân lực Việt Nam Cộng hòa - en anglais: Joint General Staff) est la principale agence militaire consultative dans le domaine du commandement et du conseil des Forces armées de la république du Vietnam tout au long de son existence (1955-1975). L'état-major général est placé directement sous le commandement du chef de l'État de la république du Vietnam, chargé d'élaborer des plans stratégiques et tactiques, d'évaluer la situation de guerre, d'organiser et de coordonner les opérations militaires. Mener des opérations à tous les niveaux pour faire face et détruire le l'ennemi, et en même temps gérer toutes les questions liées à l'armée dans le but de préserver la sécurité et de protéger le territoire.

## Organisation
L'état-major général assurait les fonctions d'administration et de planification pour l'ensemble des forces militaires de la république du Viêt Nam. En tant que quartier général de l'Armée de terre de la république du Viêt Nam (en vietnamien : Lục quân Việt Nam Cộng hòa ; en anglais: Army of the Republic of Vietnam - ARVN), il dirigeait le système d'entraînement et de logistique de l'ARVN et contrôlait directement un certain nombre d'unités de soutien dans la région de Saigon. En tant que plus haut quartier général militaire sud-vietnamien, il traitait également directement avec le quartier général militaire américain au niveau du théâtre au Sud-Vietnam, le Commandement pour l'Assistance Militaire au Vietnam (Military Assistance Command, Vietnam - MACV). Cependant, il ne possédait qu'une autorité limitée sur les commandants de corps et les autres éléments militaires majeurs:26. 
L'état-major général lui-même se composait de cinq éléments fonctionnels, supervisés par un chef d'état-major:
- Une direction des opérations contrôlait cinq sections d'état-major (U-2, J-3, J-5, J-6 et J-7)
- Une direction du personnel disposait de trois sections d'état-major (le J-1, la police militaire et l'adjudant général)
- Une direction de la logistique (U-4) gérait les services techniques (munitions, transmissions, génie et autres)
- Une direction de la formation et un département de guerre politique générale disposaient d'effectifs plus réduits.

Les trois dernières directions géraient également leurs propres agences semi-autonomes:26. 
Des commandements semi-indépendants pour l'Armée de l'air de la république du Viêt Nam, la Marine de la république du Viêt Nam, la division de Marines et la division aéroportée étaient associés à l'état-major général. Le commandement de la marine, après une mutinerie avortée de ses officiers supérieurs en avril 1965 contre l'amiral Chung Tấn Cang, restait sous l'étroite surveillance du chef de l'état-major général, mais les trois autres étaient plus autonomes. Des commandements administratifs distincts existaient également pour les Rangers, la Cavalerie blindée, l'Artillerie, la Police militaire, les forces spéciales et les forces régionales et populaires, mais ils n'avaient pas de responsabilités opérationnelles. Il existait également un bureau de l'inspecteur général, mais son autorité était limitée en raison de l'absence d'un réseau de bureaux subordonnés:26.
Les directions des opérations et du personnel constituaient le cœur de l'état-major général, fournissant des conseils aux commandements de corps et contrôlant leurs activités. Aucune des deux directions n'avait de responsabilités de commandement, mais toutes deux travaillaient en étroite collaboration avec les planificateurs américains sur l'organisation, les plans de campagne généraux et divers projets administratifs. La direction des opérations attribuait également les bataillons de marines et de parachutistes aux commandants de corps et servait de point focal pour les efforts de renseignement de l'armée ; cependant, elle n'avait que peu d'influence sur l'emploi ou l'administration des forces aéroportés et de Marines et peu de contrôle sur les nombreuses agences de renseignement qui opéraient en dehors de son autorité immédiate. En fait, le gouvernement sud-vietnamien ne disposait d'aucun système de renseignement centralisé et ses capacités de collecte d'informations au niveau des villages et des hameaux, où l'activité du Viêt-cong était la plus intense, étaient pratiquement inexistantes:26–7. 
L'état-major général supervisait indirectement un certain nombre de forces de combat terrestres basées dans la région de Saigon. Les six bataillons de parachutistes du commandement aéroporté et les cinq bataillons d'infanterie du commandement du corps des Marines constituaient la réserve générale sud-vietnamienne. Ces unités étaient les seuls véritables réguliers des forces terrestres sud-vietnamiennes, car elles seules n'étaient pas recrutées dans un lieu géographique fixe. Elles bénéficiaient également d'un meilleur entraînement, d'une meilleure solde, d'une meilleure nourriture, de meilleurs logements, de meilleurs soins médicaux et de meilleures prestations pour les personnes à charge que le reste des forces armées. Lorsqu'ils ne se trouvaient pas à Saigon, ils opéraient au sein de forces opérationnelles multi-bataillons, renforçant généralement les unités locales sud-vietnamiennes en difficulté. Cependant, les unités aéroportées et de Marines avaient un rôle politique important à jouer à Saigon, les Marines étant alliés au Premier ministre Nguyễn Cao Kỳ et les troupes aéroportées au président Nguyễn Văn Thiệu:31–2.
Le bataillon de garde d'honneur de l'état-major général et une unité similaire, le groupe de sécurité de la capitale, avaient pour fonction principale de soutenir l'administration militaire et politique centrale. Le groupe de sécurité était un régiment de gardes du palais composé d'une compagnie de gardes du corps, de deux bataillons d'infanterie, d'un détachement de blindés et d'une compagnie de transmissions ; il assurait la sécurité des bureaux du gouvernement à Saigon ainsi que des résidences et des familles des officiels importants. Les deux unités se situaient en dehors de la structure des forces militaires sud-vietnamiennes soutenues par les Américains et le MACV n'avait aucun contrôle sur leur déploiement ou leurs activités:32. 
L'état-major général était presque systématiquement exclue des décisions de commandement qui étaient souvent prises par le président.
L'état-major général a cessé de fonctionner le 29 avril 1975 lors de la chute de Saigon.

## Chef d'état-major général
| N° | Nom              | Grade               | En fonction         | Commentaires |
| -- | ---------------- | ------------------- | ------------------- | --- |
| 1  | Lê Văn Tỵ        | Général de division | 1954-1963           | Lieutenant général (1955), général (1956), général (21/7/1964)[35] |
| 2  | Trần Thiện Khiêm | Général de division | 7/1963-8/1963       | Manutention régulière |
| 3  | Trần Văn Đôn     | Trung tướng         | 1963-1964           | Chef d'état-major par intérim, démobilisé en 1965. Le 29 avril 1975, il est nommé au poste de chef de la Défense. |
| 4  | Lê Văn Kim       | Trung tướng         | 5/1/1964-30/1-1964  | Démobilisé en 1965 |
| 5  | Nguyễn Khánh     | Trung tướng         | 30/1/1964-2/1964    | Démobilisé, exilé en 1965 |
| 6  | Trần Thiện Khiêm | Trung tướng         | 2/1964-10/1964      | Premier ministre |
| 7  | Nguyễn Khánh     | Trung tướng         | 10/1964-2/1965      | |
| 8  | Trần Văn Minh    | Trung tướng         | 2/1965-7/1965       | Il a finalement été ambassadeur de l’ARVN en république du Tchad, démobilisé en 1974. |
| 9  | Nguyễn Hữu Có    | Trung tướng         | 7/1965-10/1965      | Le 28 avril 1975, il se réengage et se voit attribuer le poste d'assistant du ministre de la Défense et de conseiller du chef d'état-major de l'état-major. |
| 10 | Cao Văn Viên     | Général de division | 10/1965-26/4/1975   | Lieutenant-général (1965), général (1967) |
| 11 | Đồng Văn Khuyên  | Lieutenant général  | 27/4/1975-28/4/1975 | Gestion du chef permanent de l’état-major général Chef d’état-major général et directeur général de la Direction générale de la logistique |
| 12 | Vĩnh Lộc         | Lieutenant général  | 29/4/1975-30/4/1975 | Le matin du 30 avril 1975, il fait défection et quitte le Vietnam. |
| 13 | Nguyễn Hữu Hạnh  | Brigadier-général   | 30/4/1975           | Démobilisé en 1974, le 29 avril 4, il est nommé par le président Duong Van Minh assistant de l’état-major. Dans le cadre de la 1975ème force, le 3 avril, il contacte le Front de libération du Sud, et se rend en même temps à l’ennemi au nom de l’état-major. |

## Source
- (en) Cet article est partiellement ou en totalité issu de l’article de Wikipédia en anglais intitulé « Joint General Staff » (voir la liste des auteurs).